# Tim Kring

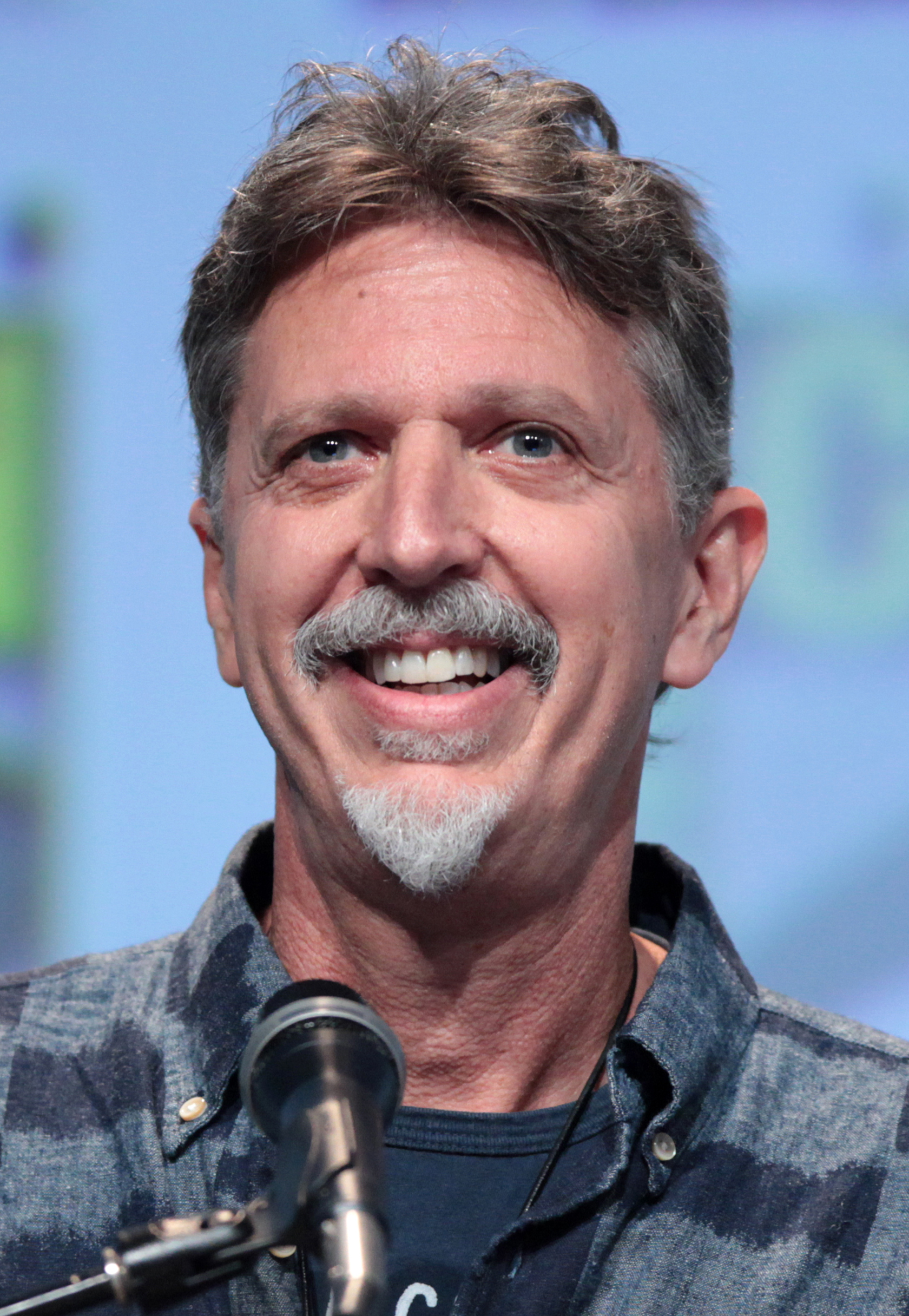
Tim Kring en la Convención Internacional de Cómics de San Diego en 2015..

Tim Kring (9 de julio de 1957, El Dorado County, California) es un guionista y productor de televisión estadounidense, creador de series de televisión como Héroes, Crossing Jordan, Strange World y Touch. 
Se graduó en la USC School of Cinematic Arts, en 1983.